# Archidiecezja San Fernando
Archidiecezja San Fernando, diecezja rzymskokatolicka na Filipinach. Powstała w 1948  jako diecezja. W 1975 podniesiona do rangi archidiecezji

## Lista biskupów
- Cesare Marie Guerrero † (1949–1957)
- Emilio Cinense y Abera † (1957–1978)
- Oscar Cruz (1978–1988)
- Paciano Aniceto (1989–2014)
- Florentino Lavarias, od 2014